# Priya Rajvansh
Priya Rajvansh (1937 – 27 de marzo de 2000), nacida como Vera Sunder Singh, fue una actriz y cantante de playback de la India, reconocida por sus actuaciones en películas como Heer Raanjha (1970) y Hanste Zakhm (1973).

## Biografía

### Primeros años
Priya Rajvansh nació como Vera Sunder Singh en Shimla. Su padre, Sunder Singh, trabajaba en el Departamento Forestal. Creció en Shimla junto a sus hermanos, Kamaljit Singh y Padamjit Singh. Desde su niñez empezó a mostrar interés por la actuación. Tuvo la oportunidad de viajar a Londres, donde hizo parte de la prestigiosa Real Academia de Arte Dramático (RADA).

### Carrera
Su primera aparición en el cine se dio en la película Haqeeqat (1964). Tuvo una relación amorosa con su mentor, Chetan Anand, director de cine. Su siguiente película, Heer Raanjha (1970) se convirtió en un rotundo éxito. En 1973 actuó en Hanste Zakhm, considerada por la crítica como la mejor actuación de su carrera. Otras actuaciones notables se dieron en Hindustan Ki Kasam (1973) y Kudrat (1981), donde compartía el papel protagónico con Hema Malini. Su última película, Haathon Ki Lakeeren vio la luz en 1985. 

## Asesinato
Fue asesinada el 27 de marzo de 2000 en Bombay, India, al parecer por motivos relacionados con el cobro de una herencia.

## Filmografía
| Título                     | Papel   |
| -------------------------- | ------- |
| Haathon Ki Lakeeren (1986) |         |
| Kudrat (1981)              | Karuna  |
| Sahib Bahadur (1977)       |         |
| Hanste Zakhm (1973)        | Chandaa |
| Hindustan Ki Kasam (1973)  |         |
| Heer Raanjha (1970)        | Heer    |
| Haqeeqat (1964)            |         |